# 옥중 수고

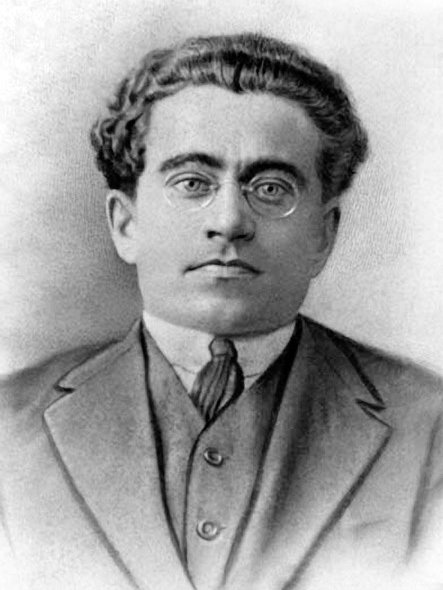
1922년 안토니오 그람시

《옥중 수고》(이탈리아어: Quaderni del carcere, 영어: Prison Notebooks)는 이탈리아 마르크스주의자 안토니오 그람시가 쓴 일련의 에세이다. 그람시는 1926년 이탈리아 파시스트 정권에 의해 투옥되었다. 옥중 수고는 1929년에서 1935년 사이에 작성되었는데, 그 당시 그람시는 건강이 좋지 않아 감옥에서 의료 센터로 석방되었다. 그의 친구 피에로 스라파는 필기구와 공책을 제공했다. 그람시는 1937년 4월에 사망했다.
그는 수감 기간 동안 30개 이상의 공책과 3,000페이지의 역사 및 분석을 저술했다. 비체계적으로 쓰여졌지만 20세기 정치 이론에 대한 독창적인 기여로 간주된다. 니콜로 마키아벨리, 빌프레도 파레토, 조르주 소렐 및 베네데토 크로체와 같은 사상가들과 같은 다양한 출처에서 통찰력을 이끌어냈다. 옥중 수고는 이탈리아 역사와 민족주의, 프랑스 혁명, 파시즘, 테일러주의와 포드주의, 시민 사회, 민속학, 종교, 고급 및 대중문화를 포함한 광범위한 주제를 다룬다.
1930년대에 감옥에서 밀반출되었다. 초판은 1947년에 출판되었고 몇 달 후 비아레조 상(Viareggio Prize)을 수상했다. 1947년 4월 28일 그람시의 사후 비아레조 상 수상에 이어 이탈리아 제헌의회로부터 기념비가 수여되었다. 스코틀랜드의 시인이자 민속학자인 Hamish Henderson이 1970년대에 영어로 처음 번역하여 인쇄했다.

그람시의 이름과 관련된 마르크스주의 이론, 비판 이론 및 교육 이론의 몇 가지 아이디어:
- 자본주의 국가를 유지하기 위한 수단으로서의 문화 헤게모니.
- 노동계급에서 지식인의 발전을 장려하기 위한 대중적 노동자 교육의 필요성.
- 직접적이고 강압적으로 지배하는 정치사회(경찰, 군대, 법조계 등)와 사상이나 수단에 의하여 지도력이 구성되는 시민 사회(가정, 교육제도, 노동조합 등)의 구분 동의.
- "절대 역사주의".
- 맑스주의에 대한 숙명론적 해석에 반대하는 하는 경제결정론에 대한 비판.
- 철학적 유물론에 대한 비판.

## 헤게모니
헤게모니는 블라디미르 레닌(Vladimir Ilyich Lenin)과 같은 맑스주의자들이 민주주의 혁명에서 노동계급의 정치적 지도력을 나타내기 위해 이전에 사용한 개념이었지만, 그람시는 정통 맑스주의가 예측한 '불가피한' 사회주의 혁명이 20세기 초에는 발생하지 않았다. 자본주의는 그 어느 때보다 더 확고한 것처럼 보였다. 그람시는 자본주의가 폭력과 정치적, 경제적 강제뿐만 아니라 이데올로기적으로도 부르주아지의 가치가 모든 사람의 '상식'적 가치가 되는 헤게모니 문화를 통해 통제를 유지한다고 제안했다. 따라서 노동계급에 속하는 사람들이 자신의 선과 부르주아지의 선을 동일시하고 반란보다는 현상 유지를 도운 합의 문화가 발전했다.
노동계급은 부르주아적 가치가 사회에 대한 '자연적' 또는 '정상적인' 가치를 대표한다는 관념을 전복하고 프롤레타리아트의 대의로 피억압 및 지식계급을 끌어들일 고유한 문화를 개발할 필요가 있었다. 레닌은 문화가 정치적 목적에 '부수적'인 것이라고 주장했지만, 그람시에게는 문화 헤게모니가 먼저 달성되는 것이 권력 획득의 기본이었다. 그람시의 견해에 따르면 현대의 상황에서 지배하려는 계급은 자신의 협소한 '경제적 기업' 이해관계를 넘어서 지적, 도덕적 리더십을 발휘하고 다양한 세력과 동맹과 타협을 해야 한다. 그람시는 이러한 사회적 힘의 결합을 조르주 소렐이란 용어를 사용하여 '역사적 블록'이라고 부른다. 이 블록은 제도, 사회적 관계 및 아이디어의 연결을 통해 지배계급의 헤게모니를 생산하고 재생산하는 특정 사회 질서에 대한 동의의 기초를 형성한다. 이러한 방식으로 그람시는 기초의 관계를 유지하고 파괴하는 데 있어서 상부 구조의 중요성을 강조하는 이론을 발전시켰다.

## 지식인과 교육
그람시는 사회에서 지식인의 역할에 대해 많은 생각을 하였다. 그는 모든 사람이 지적이고 합리적인 능력을 가지고 있지만 모든 사람이 지식인의 사회적 기능을 가지고 있는 것은 아니라는 점에서 모든 사람은 지식인이라고 말했다. 그는 현대 지식인은 단순히 말하는 사람이 아니라 교육, 언론 등의 이념적 장치를 통해 사회 건설과 패권 창출을 도운 감독이자 조직자라고 주장했다. 게다가 그는 스스로를 사회와 분리된 계급으로 (잘못) 보는 '전통적인' 지식인과 모든 계급이 자신의 계급에서 '유기적으로' 생산하는 사고 집단을 구분했다. 그러한 '유기적' 지식인들은 단순히 과학적인 규칙에 따라 사회 생활을 기술하는 것이 아니라 대중들이 스스로 표현할 수 없는 감정과 경험을 문화의 언어를 통해 명료하게 표현한다. 노동계급 문화를 창조해야 할 필요성은 노동계급 지식인을 개발할 수 있는 일종의 교육에 대한 그람시의 요구와 관련이 있다. 노동계급 지식인은 단순히 프롤레타리아트 외부로부터 맑스주의 이데올로기를 도입하는 것이 아니라 이미 프롤레타리아트의 현상 을 혁신하고 비판적으로 만들 것이다. 대중의 기존 지적 활동. 이러한 목적을 위한 교육 시스템에 대한 그의 아이디어는 후기 수십 년 동안 브라질의 파울루 프레이리가 이론화하고 실천한 비판적 교육학 및 대중 교육의 개념과 일치하며 프란츠 파농의 생각과 많은 공통점이 있다. 이러한 이유로 성인 및 대중 교육의 당파는 그람시를 오늘날까지 중요한 목소리로 간주한다.

## 국가와 시민사회
그람시의 헤게모니 이론은 자본주의 국가에 대한 그의 개념과 결부되어 있으며, 그는 힘과 동의를 통해 규칙을 주장한다. 국가는 정부의 좁은 의미로 이해되어서는 안 된다. 대신 그람시는 이를 정치 제도와 법적 헌법적 통제의 장인 '정치사회'와 일반적으로 '사적' 또는 '비국가적' 영역으로 간주되는 시민 사회로 구분한다. 전자는 힘의 영역이고 후자는 동의의 영역이다. 그러나 그는 이 구분이 순전히 개념적이며 실제로는 두 가지가 종종 겹치는 것을 강조한다.

## 같이 보기
- 문화 패권